# (315365) 2007 VB
(315365) 2007 VB este un asteroid din centura principală, descoperit pe 1 noiembrie 2007 de M. Urbański, P. Stańczak și B. Zieliński.